# Massimo Baldini (filosofo)
Massimo Baldini (Greve in Chianti, 18 giugno 1947 – Roma, 10 dicembre 2008) è stato un filosofo italiano, che si è dedicato in particolare alla filosofia della scienza e alla filosofia del linguaggio.

## Biografia
Figlio dello storico Carlo Baldini, laureato in Pedagogia presso l'Università degli Studi di Firenze nel 1969, nel 1970 è stato nominato assistente incaricato di Filosofia (l'insegnamento era tenuto da Dario Antiseri) presso la Facoltà di Magistero dell'Università degli Studi di Siena. Nel 1975 è diventato professore incaricato di “Storia del pensiero scientifico” presso la Facoltà di Lettere e Filosofia dell'Università degli Studi di Perugia. Nel 1980 ha vinto il concorso di professore di prima fascia di “Filosofia del linguaggio” ed è stato chiamato dall'Università di Bari alla Facoltà di Lettere e Filosofia. Ha insegnato anche presso l'Università degli Studi di Roma “La Sapienza” nella Facoltà di Medicina. È stato direttore del Dipartimento di Filosofia e dell'Istituto di Filosofia presso la Facoltà di Scienze della formazione all'Università degli Studi di Perugia e direttore della sezione di Storia della medicina del Dipartimento di Patologia presso l'Università degli Studi di Roma “La Sapienza”.
Nel 1999 è stato chiamato dalla Libera università internazionale degli studi sociali Guido Carli di Roma per coprire la cattedra di "Semiotica". Qui ha insegnato anche “Teoria e tecniche del linguaggio giornalistico e radiotelevisivo” (dal 2004), “Semiotica dei linguaggi specialistici” (che avrebbe dovuto iniziare nel 2009). Presso la LUISS ha inoltre rivestito numerosi incarichi accademici: preside della Facoltà di Scienze Politiche (da giugno 2007); coordinatore del corso di laurea magistrale in “Comunicazione politica, economica e istituzionale” (dal 2004), direttore della Scuola superiore di giornalismo (dal 2007) e direttore del Master di primo livello in “Economia, gestione e marketing dei turismi e dei beni culturali” (dal 2004). In precedenza, è stato vice preside della Facoltà di Scienze Politiche (2000-2006), direttore del Dipartimento di Scienze storiche e socio-politiche (2006-2007), direttore del Centro di ricerche sulla comunicazione (2003-2007).
Tre sono stati gli ambiti di ricerca che più di altri Massimo Baldini ha coltivato: la filosofia della scienza (con una particolare attenzione al pensiero dell'epistemologo Karl R. Popper, di cui ha curato anche alcune opere in edizione italiana), la filosofia del linguaggio, la semiotica della moda. A partire dagli anni Settanta, Massimo Baldini ha dedicato numerosi lavori all'epistemologia contemporanea, cogliendone le possibili applicazioni alla medicina, alla storia della scienza, alla pedagogia e, infine, alla filosofia politica. Parallelamente, ha rivolto i suoi interessi anche alla storia della scienza e, in particolare, alla storia della medicina. Un'attenzione particolare è stata dedicata ai nessi che intercorrono tra l'epistemologia e la filosofia della politica: sulla scorta delle riflessioni popperiane, ha riletto il pensiero utopico sia nella sua dimensione storica che in quella teorica.
L'altro grande interesse filosofico di Massimo Baldini è stata la filosofia del linguaggio. In particolare ha studiato le tesi dei semanticisti generali, un movimento nato negli Stati Uniti tra le due guerre mondiali e di cui si era occupato per primo in Italia negli anni Cinquanta Francesco Barone. L'interesse per la filosofia del linguaggio si è declinato anche in chiave storica: e alla storia della comunicazione Massimo Baldini ha dedicato numerose opere. Inoltre, gli studi sulla filosofia del linguaggio si sono incentrati sull'analisi di alcuni linguaggi specialistici: quello della pubblicità, quello dei mistici, quello della pubblica amministrazione, quello dei giornalisti, nonché il tema correlato del silenzio. Tutti questi linguaggi, sono stati studiati nelle prospettive dell'oscurità e della chiarezza, e dell'oggettività (soprattutto con riferimento al contesto dell'informazione).

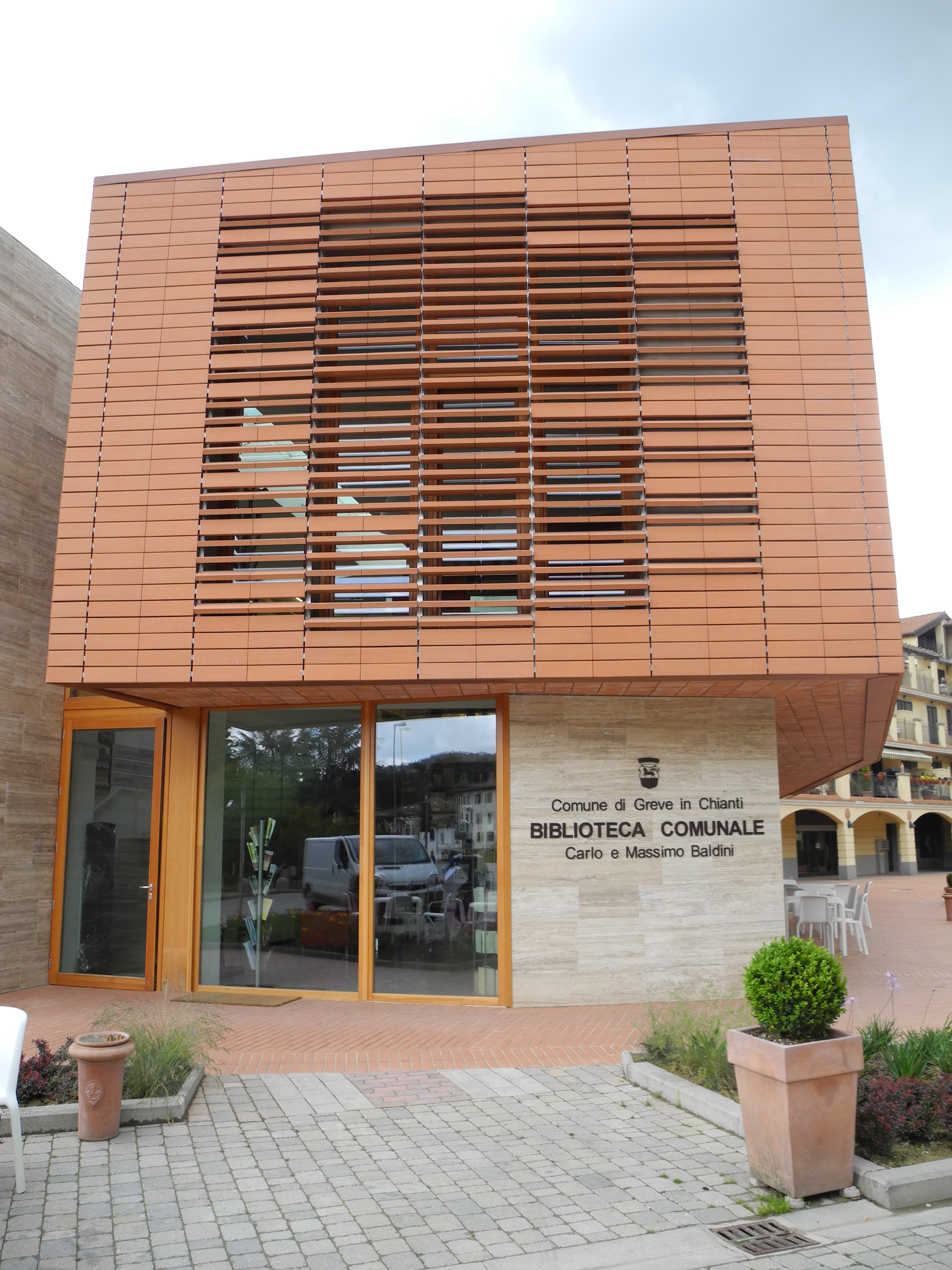
La biblioteca comunale "Carlo e Massimo Baldini" di Greve in Chianti

A partire dalla fine degli anni Novanta, infine, gli interessi di Massimo Baldini si sono incentrati sul tema della moda, che egli ha studiato dal punto di vista storico e semiotico, e nelle diverse componenti della moda vestimentaria e della moda capelli. Tutta l'attività di ricerca di Massimo Baldini è confluita in numerose opere individuali e collettive, curatele, introduzioni e prefazioni a testi italiani e stranieri, traduzioni, nonché nella collaborazione stabile con alcune case editrici e riviste scientifiche. In particolare, presso l'editore Armando (Roma) ha diretto le collane Temi del nostro tempo, I maestri del liberalismo, Moda e mode, I linguaggi della comunicazione; presso l'editore Rubbettino (Soveria Mannelli) la collana Biblioteca austriaca (con Dario Antiseri, Lorenzo Infantino e Sergio Ricossa).
Menzione a parte merita poi il ricordare che Baldini è stato ed è rimasto nel corso dei decenni un grande estimatore e diffusore dell'opera del concittadino grevigiano Domenico Giuliotti, il "poeta-mistico" o "profeta" Giuliotti, del quale il nostro ha riedito alcune delle sue maggiori opere per lo più per conto delle edizioni Logos di Roma, oltre a dedicare al medesimo alcune raccolte di saggi come "Il più santo dei ribelli. Scritti su Domenico Giuliotti" (1981) oppure "Giuliotti. Cristiano controcorrente" (ed. EMP, 1996), senza contare i volumetti preparati per conto della preziosa casa editrice La Locusta di Vicenza, a partire dal 1977, in consonanza agli interessi espressisi e sviluppatisi soprattutto a partire dagli anni ottanta, quelli che afferivano ai connotati e alle 'modalità' del linguaggio dei mistici, o alle relazioni intercorrenti fra le dimensioni del silenzio-parola-Parola di Dio-ascolto.
È stato altresì membro del Comitato Nazionale per la Bioetica; membro del comitato scientifico delle riviste L'Arco di Giano, 'Nuova civiltà delle macchine, Desk.
Morì a causa di un infarto mentre si trovava a cena con alcuni colleghi universitari. Nel 2012 per la casa editrice Rubbettino è uscito il libro La responsabilità del filosofo. Studi in onore di Massimo Baldini a cura di Dario Antiseri con saggi di amici, colleghi, collaboratori e studenti per ricordare la figura intellettuale e morale di Massimo Baldini a quattro anni dalla scomparsa. Partecipano all'antologia Tullio De Mauro e Derrick de Kerckhove. Il primo maggio 2013 è stata inaugurata a Greve in Chianti la Biblioteca comunale "Carlo e Massimo Baldini".

## Sulla filosofia del linguaggio
Secondo Baldini scopo del filosofo e della sua filosofia è essere chiari: scrisse infatti «l'accusa che più frequentemente viene rivolta alle opere dei filosofi è quella dell'illegibilità». I filosofi come dimostra nel suo Contro il filosofese e nell'Elogio dell'oscurità e della chiarezza non seguono sempre questa missione ed in alcuni casi sembra usino volutamente un linguaggio oscuro ed incomprensibile. Tre dei filosofi più oscuri secondo Baldini, che ricalca in questo anche il giudizio di Schopenhauer, sono stati Fichte, Hegel e Schelling. Parlando di Hegel, Baldini riporta il giudizio di uno scritto di Alexandre Koyré che definisce la lingua di Hegel "incomprensibile e intraducibile".
Citando inoltre il giudizio di Popper scrive: «Troppo spesso, secondo Popper, i filosofi vengono meno alla virtù della chiarezza. Con l'oscurità sovente mascherano le tautologie e le banalità che infiorettano i loro discorsi». Henri Bergson cita l'esempio di Cartesio, di Nicolas Malebranche e di molti altri filosofi francesi mostrando che idee molto raffinate e profonde possono essere espresse nel linguaggio ordinario anziché con circonlocuzioni e ridondanze e termini che sono causa di equivoci. Baldini afferma che «l'oscurità in filosofia è, dunque, il modo migliore per fingere di spacciare pensieri, mentre si sta solo spacciando parole, è una maschera che cela spesso il vuoto di pensiero o la banalità dei pensieri». Nonostante tutto secondo Baldini, non bisogna giudicare frettolosamente un filosofo, definendolo "oscuro", a volte può essere una carenza della nostra conoscenza che ci porta a respingere come vuoto suono, parole che invece, hanno il loro preciso significato.
Scrivere la filosofia in maniera chiara può avere le sue difficoltà, Nietzsche infatti afferma che «ci vuole meno tempo ad imparare a scrivere nobilmente che chiaramente» e Ludwig Wittgenstein che celebra a più riprese la chiarezza, fa autocritica ammettendo in una sua lettera a Russell che il suo Tractatus logico-philosophicus «è tremendamente oscuro». Quanti celebrano la chiarezza in filosofia, sanno bene che ogni lettore di testi filosofici deve fare proprio il consiglio che Wittgenstein dava a Bertrand Russell, quando questi si lamentava con lui dell'oscurità del trattato, gli scrisse: «Non credere che tutto ciò in cui tu sei capace di capire consista di stupidaggini». Invece, un personaggio che volutamente, secondo Baldini, tendeva a non farsi capire e a sopraffare linguisticamente («fra gli applausi di ammirazione») i suoi ascoltatori, è stato Armando Verdiglione.
Chi si avventurava nelle sue opere, fa rilevare il filosofo, si imbatteva in frasi tipo questa: «Sono tratto da un demone a dire, a fare, a scrivere sempre fra oriente e occidente e fra nord e sud. Senza luogo della parola. Questo demone è il colore del punto, dello specchio, dello sguardo, della voce: la moneta stessa. Punto, sembiante, oggetto scientifico, è indotto dalla pulsione, dall'instaurazione della domanda, dove l'offerta è il pleonasmo», ed ancora: «Ecco questo primo rinascimento. Primo in quanto procede dal secondo, ovvero dall'originario. Secondo dunque non in senso ordinale, non in nome del nome. Non è neppure nuovo, perché non parte dalla corruzione per arrivare all'utopia». "Oscuro superlinguaggio" e "gargarismi linguistici e semantici" sono secondo Baldini il risultato della "verdiglionite" ovvero di chi si muove "sui sentieri del filosofese". Secondo Baldini quindi la difficoltà di esprimere alcuni profondi pensieri filosofici non dovrebbe essere amplificata, è vero che ci sono pensieri filosofici difficili da esprimere in modo semplice, ma è pur vero che il filosofo che desidera trasmettere la propria filosofia, dovrebbe fare un onesto sforzo affinché essa sia quanto più possibile comprensibile al proprio uditorio.

## Opere
- Epistemologia e storia della scienza, Ed. Città di vita, Firenze 1974.
- Il linguaggio delle utopie. Utopia e ideologia: una rilettura epistemologica, Ed. Studium, Roma 1974.
- Epistemologia contemporanea e clinica medica, Ed. Città di vita, Firenze 1975.
- Teoria e storia della scienza, Armando Editore, Roma 1975 ISBN 978-600-02-3900-8
- I fondamenti epistemologici dell'educazione scientifica, Armando Editore, Roma 1976.
- La semantica generale, Ed. Città nuova, Roma 1976.
- Gli scienziati ipocriti sinceri: metodologia e storia della scienza, Armando Editore, Roma 1978.
- La tirannia e il potere delle parole: saggi sulla semantica generale, Armando Editore, Roma 1981.
- Congetture sull'epistemologia e sulla storia della scienza, Armando Editore, Roma 1986.
- Epistemologia e pedagogia dell'errore, Ed. La Scuola, Brescia 1986.
- Il linguaggio dei mistici, Ed.Queriniana, Brescia 1986 (1989, 2ª ed. ampliata)
- Il linguaggio della pubblicità. Le fantaparole, Armando Editore, Roma 1987 (2ª ed. 1990; 3ª ed. ampliata 1996; 4ª ed. 2003)
- Educare all'ascolto, Ed. La Scuola, Brescia 1988 (2ª ed. 1989; 5ª ed. 1999)
- Parlar chiaro, parlar oscuro, Ed. Laterza, Roma - Bari 1988 (2ª ed. 1989)
- Dario Antiseri, Massimo Baldini, Lezioni di filosofia del linguaggio., Ed. Nardini, Firenze 1989.
- Reale, G., Antiseri, D., Baldini, M. (1990) Antologia filosofica, Ed. La Scuola, Brescia, opera in tre volumi. I vol. (1ª ed. 1990; 2ª ed. 1990; 3ª ed. 1991; 4ª ed. 1992; 5ª ed. 1993; 6ª ed. 1994; 7ª ed. 1995; 8ª ed. 1996; 9ª ed. 2001; 10ª ed. 2005); II vol. (1ª ed. 1990; 2ª ed. 1990; 3ª ed. 1991; 4ª ed. 1992; 5ª ed. 2007); III vol. (1ª ed. 1990; 2ª ed. 1990; 3ª ed. 1991; 4ª ed. 1992; 5ª ed. 1996).
- Contro il filosofese, Ed.Laterza, Roma-Bari 1991 ISBN 978-88-420-3843-6
- Storia della comunicazione, Newton & Compton, Roma 1985 (2ª ed. ampliata 2003)
- La storia delle utopie, Armando Editore, Roma 1996.
- Mille proverbi italiani, Newton & Compton editori s.r.l., Milano 1996.
- Karl Popper e Sherlock Holmes: l'epistemologo, il detective, il medico, lo storico e lo scienziato., Armando Editore, Roma 1998 ISBN 88-7144-800-6
- Massimo Baldini e Donatella Lippi, La medicina: gli uomini e le teorie, Ed. CLUEB, Bologna 2000,(2ª ed. 2006)
- Il liberalismo, Dio e il mercato., Armando Editore, Roma 2001.
- La storia dell'amicizia, Armando Editore, Roma 2001.
- Introduzione a Karl R. Popper, Armando Editore, Roma 2002.
- Capelli: moda, seduzione, simbologia, Ed. Peliti, Roma 2003.
- Popper e Benetton: epistemologia per gli imprenditori e gli economisti, Armando Editore, Roma 2003.
- Elogio dell'oscurità e della chiarezza, LUISS University Press e Armando Editore, Roma 2004.
- Elogio del silenzio e della parola: i filosofi, i mistici, i poeti, Rubbettino Editore, Soveria Mannelli 2005.
- I filosofi, le bionde e le rosse, Armando Editore, Roma 2005.
- L'invenzione della moda: le teorie, gli stilisti, la storia. Armando Editore, Roma 2005.
- L'arte della coiffure: i parrucchieri, la moda e i pittori, Armando Editore, Roma 2006.
- Popper, Ottone, Scalfari, LUISS University Press, Roma 2009.